# Armand von Dumreicher

Armand von Dumreicher um 1890

Armand Freiherr Dumreicher von Österreicher (* 12. Juni 1845 in Wien; † 2. November 1908 in Obermais, Meran) war ein österreichischer Ministerialbeamter und Bildungsreformer.

## Leben
Dumreicher, Sohn des Chirurgen Johann von Dumreicher, studierte Philosophie, Rechts- und Staatswissenschaft in Wien und Göttingen. Er wurde 1863 Mitglied der Burschenschaft Silesia Wien. Als Ministerialbeamter im Unterrichtsministerium, dem er seit 1871 angehörte, führte er eine Reorganisation des berufsbildenden Schulwesens durch (Staatsgewerbe-, Werkmeister-, Fach-, gewerbliche Fortbildungsschule). In Meran in Südtirol, wo er um 1880 tätig war, ließ er für seine Frau die Villa Dumreicher errichten.
1886 schied er als Sektionsrat aus dem Staatsdienst aus und wurde von der Klagenfurter Handelskammer in den österreichischen Reichsrat gewählt. Dort schloss er sich der Vereinigten Deutschen Linken an. 1895 beendete Dumreicher aufgrund von Differenzen mit seiner Fraktion wegen der geplanten Einrichtung von slowenischen Parallelklassen in Celje (Untersteiermark) seine politische Laufbahn.
Armand von Dumreicher war verheiratet mit Adele Schoeller (1854–1918), Tochter des deutsch-österreichischen Großindustriellen Gustav Adolph von Schoeller, und ist seit 1922 auf dem Grinzinger Friedhof (Gruppe 10, Reihe G1, Nummer 6) begraben.

## Politische Funktionen
- 5. Juni 1886 bis 23. Januar 1891: Abgeordneter des Abgeordnetenhauses im Reichsrat (VII. Legislaturperiode), Kronland Kärnten, Kurie Handels- und Gewerbekammer, Region Klagenfurt, in einer Nachwahl nach dem Rücktritt von Gustav Pacher von Theinburg
- 16. April 1891 bis 1. August 1895: Abgeordneter des Abgeordnetenhauses im Reichsrat (VIII. Legislaturperiode), Kronland Kärnten, Kurie Handels- und Gewerbekammer, Region Klagenfurt, Rücktritt aus Gesundheitsgründen